# His Trust Fulfilled
Série
His Trust
(1911)
Pour plus de détails, voir Fiche technique et Distribution.
His Trust Fulfilled est un film dramatique américain de 1911 réalisé par D. W. Griffith. Des copies de ce film sont conservées dans les archives cinématographiques de la Bibliothèque du Congrès et du Museum of Modern Art. His Trust Fulfilled est la suite du film His Trust, sorti la même année.

## Distribution
- Wilfred Lucas : George
- Claire McDowell : Mrs. Frazier
- Gladys Egan
- Dorothy West
- Verner Clarges : John Gray
- Linda Arvidson
- Dorothy Bernard
- Clara T. Bracy : Freed slave
- Kate Bruce
- Adele DeGarde
- John T. Dillon
- Guy Hedlund
- Dell Henderson
- Grace Henderson
- Harry Hyde
- Adolph Lestina
- Jeanie Macpherson
- Violet Mersereau
- Jack Pickford
- Marion Sunshine